# 1973年度香港小姐競選
1973年度香港小姐競選（第17屆）由東方之珠選美會舉辦，分為2月25日的複賽及3月24日的決賽。合辦及贊助商包括大元公司、中華航空、多麗姫化妝品、愛其麗髮品、貴夫人美容院及高文儀態院等。本屆港姐競選由狄波拉奪得冠軍。

## 複賽
1973年2月25日的複賽於晚上9時在九龍半島酒店舉行，共有30位從之前初賽選出15位入圍的佳麗參加。

## 決賽
1973年3月24日的決賽在香港希爾頓酒店舉行，10位決賽入圍佳麗分3次出場，先後表演旗袍、泳裝及晚裝。
3月25日凌晨12時15分，大會公佈賽果，21歲，身高5尺4吋，三圍35-23-36吋的狄波拉奪得冠軍。亞軍鄧蒂蓮，季軍郭玉瓊，最上鏡小姐由鄧蒂蓮奪得。狄波拉勝出後，由周啟邦夫人加冕為本年度香港小姐冠軍。狄波拉在1970年代中期活躍於娛樂圈，並且在1974年11月與嘉禾電影簽署兩年演員合約。

## 決賽參賽佳麗
1973年度香港小姐競選的賽果：
| 名次 | 姓名   | 年齡 | 獎項             |
| ---- | ------ | ---- | ---------------- |
| 1    | 狄波拉 | 21   | 冠軍             |
| 2    | 鄧蒂蓮 | 19   | 亞軍、最上鏡小姐 |
| 3    | 郭玉瓊 | 19   | 季軍             |
| 4    | 叢愛麗 | 18   | 殿軍             |
| 5    | 張秀球 | 20   | 第五名           |

5位決賽佳麗不分排名，她們是禢佩蓮、李凱蒂、劉芬妮、魏莉娜、蔡蒂珊。

## 同年舉辦的選美比賽
香港在1973年舉行了下列4個由電視台主辦的女性選美比賽，故此當年被認為是香港的「選美年」：
- 東方之珠選美會主辦香港史上第十七屆的「1973年香港小姐」，冠軍狄波拉；[6]
- 無綫電視主辦的「無綫首屆香港小姐」，冠軍孫泳恩；[11]
- 麗的電視主辦的「沙灘小姐」，冠軍林建明；[12]
- 香港政府牽頭並由麗的電視主辦的「香港節小姐」，冠軍雷夢娜。[13]